# Ad-Duwwara
Ad-Duwwara (àrab: الدوّارة, ad-Duwwāra) és una vila palestina de la governació d'Hebron, a Cisjordània, situat a 4 quilòmetres a l'est d'Hebron. Segons l'Oficina Central Palestina d'Estadístiques tenia 1.685 habitants el 2006. Les instal·lacions d'atenció primària de salut del poble estan ubicades a Beit Einun, designades pel Ministeri de Salut com a nivell 2.